# Jackson Orr

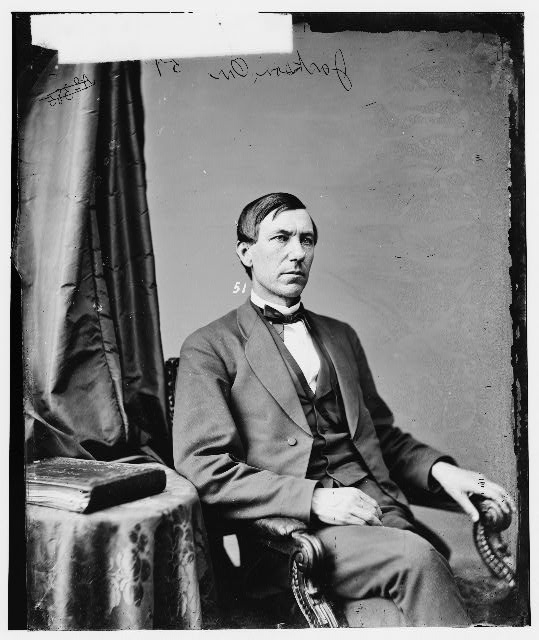
Jackson Orr

Jackson Orr (* 21. September 1832 in Washington Court House, Fayette County, Ohio; † 15. März 1926 in Denver, Colorado) war ein US-amerikanischer Politiker. Zwischen 1871 und 1875 vertrat er den Bundesstaat Iowa im US-Repräsentantenhaus.

## Werdegang
Im Jahr 1836 kam Jackson Orr mit seinen Eltern nach Benton im Elkhart County in Indiana. Dort besuchte er die öffentlichen Schulen und danach die Indiana University in Bloomfield. Im Jahr 1856 zog Orr nach Jefferson in Iowa. Nach einem Jurastudium begann er als Rechtsanwalt zu arbeiten. Zwischen 1861 und 1863 nahm er als Hauptmann in einer Infanterieeinheit der Unionsarmee am Bürgerkrieg teil. Anschließend war er in Boone im Handel tätig.
Politisch war Orr Mitglied der Republikanischen Partei. Im Jahr 1868 wurde er in das Repräsentantenhaus von Iowa gewählt. Bei den Kongresswahlen des Jahres 1870 wurde er im sechsten Wahlbezirk von Iowa in das US-Repräsentantenhaus in Washington, D.C. gewählt, wo er am 4. März 1871 die Nachfolge von Charles Pomeroy antrat. Bei den folgenden Wahlen im Jahr 1872 siegte er dann im neugeschaffenen neunten Distrikt von Iowa. Damit konnte er zwischen dem 4. März 1871 und dem 3. März 1875 zwei Legislaturperioden im Kongress absolvieren. In seiner zweiten Amtszeit war er Vorsitzender des Ausschusses zur Kontrolle der Ausgaben des Innenministeriums.
1874 verzichtete Orr auf eine weitere Kandidatur. Im Jahr 1875 zog er nach Silverton in Colorado, wo er drei Jahre lang Bezirksrichter im San Juan County war. Anschließend ließ er sich in Denver nieder. Dort arbeitete er wieder als Anwalt und in der Immobilienbranche. 1882 wurde Orr von US-Präsident Chester A. Arthur zu einem von drei Unterhändlern ernannt, die mit den Indianern einen Friedensvertrag aushandeln sollten. 1884 bewarb sich Orr erfolglos um die Nominierung seiner Partei für die Kongresswahlen. In den Jahren 1893 und 1894 war er Vorsitzender des Feuerwehr- und Polizeiausschusses der Stadt Denver. Danach zog er sich in den Ruhestand zurück. Jackson Orr starb am 15. März 1926 in Denver und wurde dort auch beigesetzt.